# S/y Solanus
Solanus - to polski jacht typu J-80. Chrzest jachtu odbył się 2 maja 1992 w Górkach Zachodnich.
Jacht jest następcą Eurosa i Zentka. Właścicielem i armatorem jednostki jest Sekcja Żeglarska Regionalnego Towarzystwa Wioślarskiego Bydgostia Bydgoszcz.

## Historia i rejsy
Stalowy kadłub "Solanusa" zbudowany został w Zakładach Naprawczych Taboru Kolejowego w Bydgoszczy (obecnie PESA Bydgoszcz S.A.) w 1992 roku. Jednostka posiada dużą dzielność morską.
- 1992 – osiągnięcie Narwiku; kapitan Edmund Kunicki; I of. Zbigniew Urbanyi; załoga 4 osoby; 3.295 Mm.; wyróżnienie “Rejs Roku”
- 1995 - przejście Pentland Firth; kapitan Hubert Latoś; I of. Cezary Bartosiewicz; załoga 7 osób; 1.408 Mm.; wyróżnienie “Rejs Roku”
- 1997 – opłynięcie Islandii; kapitan Hubert Latoś; I of. Bronisław Radliński; załoga 5 osób; 3.949 Mm.; wyróżnienie „Rejs Roku”
- 2001 – opłynięcie archipelagu Svalbard z zachodu na wschód; kapitan Bronisław Radliński; I of. Andrzej Urban; załoga 7 osób; 3.950 Mm.; II nagroda “Rejs Roku”
- 2003 – dotarcie do pozycji 79 st. 05’ N i 14 st. 56’ W wzdłuż wschodnich brzegów Grenlandii; kapitan Bronisław Radliński; I of. Roman Nowak; załoga 8 osób; 6.155 Mm; II nagroda „Rejs Roku”
- 2010 - 16 maja rozpoczął się rejs "Morskim szlakiem Polonii 2010-2011", którego celem było opłynięcie północno-zachodnich wybrzeży Kanady (tzw. Przejście Północno-Zachodnie) z opłynięciem dookoła Ameryki Północnej i Ameryki Południowej. Załogę na całej trasie rejsu tworzyli: Bronisław Radliński - kapitan, Roman Nowak - I oficer, Witold Kantak - III oficer[2]. 01 października 2011 roku jacht wraz z załogą powrócił do Górek Zachodnich.

## Dane podstawowe
- miejsce budowy: Zakłady Naprawcze Taboru Kolejowego w Bydgoszczy (obecnie PESA Bydgoszcz S.A.)
- rok budowy: 1992
- miejsce wodowania: Gdańsk
- armator: Sekcja Żeglarska Regionalego Towarzystwa Wioślarskiego Bydgostia w Bydgoszczy
- typ jachtu: J-80
- materiał: stal
- długość kadłuba: 14,5 m
- szerokość maksymalna: 3,56 m
- długość linii wodnej: 11,93 m
- masa jachtu: 13 t
- masa balastu: 5 t
- zanurzenie: 1,95 m
- całkowita powierzchnia żagli: 79 m²
- fok: 23 m²
- grot: 40 m²
- bezan: 16 m²
- liczba koi: 9
- silnik: "Perkins" 37 kW
- pojemność zbiorników na paliwo: 500 l
- pojemność zbiorników na wodę: 600 l

Wyposażenie dodatkowe:
- Radar: Raymarine R70RC Plus, antena - Raymarine 2D 18 in. 2kW
- GPS: Garmin GPS 128
- Navtex Target Pro-Plus
- Radio: UKF Sailor VHF RT 2048
- Radiopława: Epirb McMurdo 406 MHz